# Ignaz Franz Castelli
Ignaz Franz Castelli (né le 6 mars 1781 à Vienne, mort le 5 février 1862 à Vienne) est un poète et dramaturge autrichien.

## Biographie
Après avoir étudié le droit, il se consacre à une activité littéraire. Avec son Kriegslied für die österreichische Armee (chant de guerre pour l'armée autrichienne), qui est diffusé en grand nombre, il est l'un des premiers poètes patriotiques au moment de la campagne d'Allemagne. Envoyé en Hongrie par le gouvernement, il témoigne des exactions de l'armée napoléonienne.
De 1811 à 1814, il écrit pour le Theater am Kärntnertor. Des 199 comédies qu'il a écrits, on retient surtout Die Schweizer Familie mis en musique par Joseph Weigl, et Die Verschworenen par Franz Schubert, Georg Abraham Schneider et Franz de Paula Roser. Les œuvres de Weigl et Schubert sont encore joués aujourd'hui.
En tant que rédacteur en chef de divers périodiques à Vienne et dans les pays germanophones, il véhicule une certaine idée de la ville de Vienne. Ses meilleurs poèmes en dialecte viennois inspirent Johann Gabriel Seidl, Franz Stelzhamer (de) ou Carl Adam Kaltenbrunner (de). En 1819, il fonde la société littéraire Ludlamshöhle (de) et rencontre de nombreux écrivains et artistes de son temps, notamment Moritz Gottlieb Saphir et Antonio Salieri.

## Œuvre (sélection)
- Die Schweizer Familie, 1809
- Neue Wehrmanns-Lieder, 1813
- Der Hund des Aubry, 1816
- Die Waise und der Mörder, 1819
- 100 vierversige Fabeln, 1822

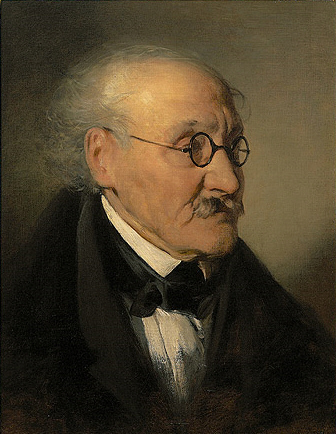
Portrait de l'auteur par Friedrich von Amerling.

- Der Ehemann als Liebhaber oder der Liebhaber als Ehemann, 1823
- Die Verschworenen, 1823
- Gedichte in niederösterreichischer Mundart, 1828
- Wiener Lebensbilder (derbhumoristische Skizzendichtung), 1828
- Eine für die Andere, 1830
- Uniform und Schlafrock, 1831
- Die Scheidewand, 1833
- Memoiren meines Lebens, 1861